# 朝倉昌
朝倉 昌（あさくら しょう、1927年4月16日 - 2016年3月16日）は、日本の生物物理学者。理学博士。細菌鞭毛の形成に関する研究で1973年に朝日賞を受賞。名古屋大学名誉教授、元日本生物物理学会会長。大沢文夫 の直弟子。

## 研究
1954年、大澤文夫とともに枯渇相互作用のモデル（朝倉-大沢理論とよばれる）を提唱し、溶液中に分散したコロイド粒子間にはたらく引力相互作用の存在を理論的に予言した。
その後、生体運動の分子機構に研究テーマをシフトし、細菌の鞭毛タンパク質であるフラジェリンのインビトロでの重合・脱重合に成功し、生物物理学的に研究した。さらに鞭毛の多型の発見などを通し、タンパク質の多型、細菌運動の分子機構の解明で、世界をリードした。
所属していた名古屋大学・分子生物学研究施設は、世界的に著名な大沢文夫、岡崎令治（岡崎フラグメントの発見者）、三浦謹一郎などを擁し、自由闊達な独特の研究文化を醸成し、分子生物学の梁山泊だった。朝倉門下から宝谷紘一、香川弘昭、嶋田勝彦、神谷律、相沢慎一、本多元、武藤悦子など、優れた生物物理学者が輩出した。

## 略歴
- 1952年 名古屋大学理学部物理学科卒業
- 1957年 名古屋大学理学部 助手
- 1962年 名古屋大学理学部 助教授
- 1971年 名古屋大学理学部 教授
- 1984年 日本生物物理学会 会長
- 1991年 名古屋大学定年退官、名古屋大学名誉教授
- 2016年3月16日 直腸がんで死去。88歳没。

## 受賞
- 1973年 朝日賞[4]